# Silly Really
«Silly Really» — песня в стиле поп, написанная шведским певцом и композитором Пером Гессле из его музыкального сольного альбома Party Crasher. Она была выпущена на заглавном сингле к альбому 29 октября 2008 года. Премьера песни состоялась в шведской радио передаче MorronZoo, утром 24 октября.
Новый ремикс «Silly Really» был выпущен 19 января 2009 года. Он доступен для скачивания «во всех цифровых магазинах». Автор ремикса — Dick Mixon.

## Критика
Журналист из шведской газеты «Expressen» Андреас Нунстед (Andreas Nunstedt) назвал Пера Гессле «поп гением» и описал песню как «счастливую историю любви, в которой диско встречает синт-поп». Хокан Стеен (Håkan Steen) из газеты «Aftonbladet» описывает «Silly Really» в похожем стиле («ритм как у Blondie в стиле диско»). Даже если «сингл не звучит достаточно современно», говорит он, песня — несомненный хит для шведского радио.
Обзор сингла появился в журнале «Billboard», впервые за 10 лет, когда у Roxette вышел альбом в США. Автор статьи, некто Гари Траст (Gary Trust) отмечает, что «Гессле в течение 20 лет радует своих поклонников отменными power-pop песнями, и этот сингл с честью продолжает карьеру музыканта».
В апреле 2009 года сингл вошёл в чарт американской спутниковой радиостанции «Sirius XM Satellite Radio» на 27 месте, причем песня попала в хит-лист исключительно по запросам слушателей. У этой радиостанции 22 млн. слушателей.

## Обложка
Дизайнером обложки стал Пэр Викхольм (Pär Wickholm), автором фотографии — Оса Нордин-Гессле (Åsa Nordin-Gessle), супруга музыканта. На обложке указано, что автор фотографии — «Woody», это её прозвище. Глаза Пера на обложке - не настоящие. Их "вырезали" из старой фотографии Донны Саммер.

## Музыкальные видеоклипы
Видео изготовлено компанией STARK Film & Event Архивная копия от 1 февраля 2007 на Wayback Machine

Режиссёр: Mikael Wikström

Продюсер: Björn Fävremark

Оператор и монтажёр: Torbjörn Martin

## Список композиций
Шведский CD-сингл

(50999 265629 2 6; 29 октября, 2008 года)
1. «Silly Really» — 3:40
2. «I Didn’t Mean To Turn You On» — 3:35

Европейский цифровой ремикс

(январь 2009)
1. «Silly Really» (Right Into Your Bed Remix) (Remixed by Dick Mixon) — 6:31

## Над изданием работали
- Вокал: Пер Гессле и Хелена Юсефссон
- Музыканты и продюсеры: Кларенс Эверман, Кристофер Лундквист, Пер Гессле
- Записано в студии «Aerosol Grey Machine», Валларум, между январем и сентябрем 2008 года
- Инженер звукозаписи: Кристофер Лундквист
- Сведение: Ronny Lahti.
- Текст и музыка: Пер Гессле
- Публикуется компанией Jimmy Fun Music.

## Позиции в чартах
Silly Really
| Chart (2008)      | Верхняя позиция |
| ----------------- | --------------- |
| Sverigetopplistan | 1               |

I Didn’t Mean To Turn You On
| Chart (2008)      | Верхняя позиция |
| ----------------- | --------------- |
| Sverigetopplistan | 47              |